# Berechja
Berechja (hebr.: ברכיה) – moszaw położony w samorządzie regionu Chof Aszkelon, w Dystrykcie Południowym, w Izraelu.
Leży w północno-zachodniej części pustyni Negew, w odległości 4 km na wschód od miasta Aszkelon, w otoczeniu wioski Kefar Silwer, oraz moszawów Nir Jisra’el, Hodijja i Maszen.

## Historia
Pierwotnie w miejscu tym znajdowała się arabska wioska Julis, jednak podczas wojny o niepodległość w 1948 jej mieszkańcy uciekli w obawie przed pogromami ze strony żydowskiej Hagany.
Moszaw został założony zimą 1950 przez żydowskich imigrantów z tunezyjskiej wyspy Dżerba. Nazwa jest związana z mocnym pragnieniem pierwszych założycieli moszawu, aby otrzymać błogosławieństwo od Boga.

## Edukacja
W moszawie znajdują się religijne szkoły: Ha-Jeshiva Letse'irim Religious Center i Morasha Berkiya Religious School.

## Gospodarka
Gospodarka moszawu opiera się na intensywnym rolnictwie, uprawach w szklarniach, oraz hodowli bydła mlecznego i drobiu.

## Komunikacja
Przez wioskę przebiega droga nr 3500, którą jadąc na południe dojeżdża się do skrzyżowania z drogą ekspresową nr 35  (Aszkelon–Hebron) i moszawu Maszen. Natomiast jadąc na północny wschód dojeżdża się do moszawu Hodijja i skrzyżowania z drogą ekspresową nr 3  (Aszkelon–Modi’in-Makkabbim-Re’ut).